# Brian Hewson
Brian Hewson (4. dubna 1933, Croydon – 13. září 2022) byl britský atlet, mistr Evropy v běhu na 1500 metrů z roku 1958.

## Kariéra
Na mistrovství Evropy v roce 1954 startoval v běhu na 800 metrů, kde vypadl v semifinále. V roce 1955 se stal pátým atletem na světě, kterému se v běhu na 1 míli podařilo prolomit čtyřminutovou hranici. Na olympiádě v Melbourne v roce 1956 skončil pátý ve finále běhu na 1500 metrů. Největším úspěchem se pro něj stalo vítězství v běhu na 1500 metrů na evropském šampionátu ve Stockholmu v roce 1958 v osobním rekordu 3:41,1.